# شارل بلا
شارل بلاّ (بالفرنسية: Charles Pellat)، هو مستشرق فرنسي، عني خصوصاً بالجاحظ.

## تاريخ
التخصص : النبي محمد ص - الفتوحات الاسلامية و عني خصوصاً بالجاحظ.
ولد في 28 سبتمبر سنة 1914 في مدينة سوق أهراس، وحصل على (الأجريجاسيون) في اللغة العربية، ثم على دكتوراه الدولة في الآداب من جامعة باريس، وصار مدرساً في مراكش
وبعدها جاء إلى باريس فعين مدرساً في ليسيه (لوي لوجراند) وعين أستاذاً في مدرسة اللغات الشرقية الكائنة في رقم 2 شارع ليل بالحيّ السابع في باريس، ثم صار أستاذاً في معهد الدراسات الإسلامية الذي هو قسم من كلية الآداب في جامعة باريس رقم 3، وأصبح مديراً لهذا المعهد،
وانتخب عضواً في أكاديمية النقوش والآداب الجميلة، التي تكون فرعاً من فروع «معهد فرنسا، وتوفى في فجر يوم الأربعاء 28 أكتوبر سنة 1992.

## الإنتاج العلمي
- دراسات حول الجاحظ :

أهم إنتاج پلاّ العلمي يدور حول الجاحظ:
أ ـ فقد كرّس له رسالتي الدكتوراه، والكبرى منها عنوانها: «الوسط (العلمي) في البصرة وتنشئة الجاحظ Le Milieu Basrien et la formation de Gâhiz. Paris, 1953 XXXVIX + 311 p.
- وكتب عنه خلال حياته العلمية العديد من الدراسات، كما نشر بعض رسائله، نورد أهم هذه الدراسات الجزئية :

1 ـ «الجاحظ في بغداد وسرّ من رأى» RSO المجلد 27، روما سنة 1952.
2 ـ «الإمامة في مذهب الجاحظ» Studia Islamica جـ 15، باريس 1961.
3 ـ «ردّ الجاحظ على النصارى» St. Islamica جـ 31، باريس 1970.
4 ـ «الجاحظ ومذهب الخوارج» Folia Orientalia جـ 15 فرسوپبا، سنة 1970.
5 ـ «الجاحظ: الأمم المتحضرة والعقائد الدينية» (المجلة الآسيوية JA، عدد 255، باريس سنة 1967.
6 ـ «الجاحظ والهند» (الكتاب التذكاري المقدم إلى باريخا في سن الثمانين، ليدن، سنة 1974.
7 ـ «تنويعات على موضوع الأدب» (Corespondance d' Orient, 5, 6، بروكسل سنة 1964.
8 ـ «عبادة معاوية في القرن الثالث الهجري» ـ وهي دراسة على أساس نصّ للجاحظ (Studia Islamica جـ 6، باريس، سنة 1956.
وكل هذه الدراسات الثانية قد أعيد طبعها بالأوفست عند الناشر Variorum Reprints (إعادة طبع متفرقات) في مجموع:
Charles Pellat: Etudes sur l'historie socio-cul-turelle de l"Islam (VII e-XV e London, 1976. 386 p.
- وكتب مادة: «الجاحظ» في «دائرة المعارف الإسلامية»، (الطبعة الجديدة، جـ 2 ص 395 ـ 398. ليدن، سنة 1963.
- ونشر الرسائل التالية للجاحظ:

1 ـ «كتاب التربع والتدوير» (دمشق، سنة 1955.
2 ـ «تصويب عليٍّ في تحكيم الحكمين» (مجلة «المشرق»، يوليو سنة 1958.
3 ـ «رسالة في نفي التشبيه» (مجلة «المشرق»، سنة 1953.
4 ـ «القول في البغال» (القاهرة، سنة 1955.
5 ـ وترجم إلى الفرنسية «رسالة في النابتة» أو «أنصار بني أمية» (نشر الترجمة في مجلة AIEO، الجزائر سنة 1952.
6 ـ «كتاب التاج» المنسوب إلى الجاحظ، عند الناشر Les Belles – Lettres.
- دراسات في اللغة العربية والأدب العربي:

ولما كان پلاّ قد قام بتدريس اللغة العربية في مدرسة اللغات الشرقية وفي معهد الدراسات الإسلامية، فقد كان من الطبيعي أن يصدر كتباً في نحو اللغة العربية وفي آدابها. ونذكر أهمها فيما يلي:
1 ـ «اللغة والأدب العربيان»، باريس سنة 1952، 224 ص.
2 ـ «الشاعر ابن مفرّج وإنتاجه»، دمشق سنة 1957 (مستخلص من Mèlanges Massignon ص 195 ـ 232.
3 ـ «مدخل إلى اللغة العربية الحديثة»، باريس، سنة 1974 في 250 ص.
4 ـ «اللغة العربية الحية»، باريس سنة 1984، في 695 ص، وهو كتاب يجمع مفردات عربية تحت أبواب بحسب المعنى.
- متفرقات:

1 ـ «الجد والهزل في صدر الإسلام» (في Islamic Studies، كرتشي، 1963؛ وأعيد طبعه في مجموع Variorum).
2 ـ «فكرة الحلم في الأخلاق الإسلامية» (مطبعة معهد الدراسات الإسلامية في عليكرة 6 ـ 7، عليكرة، سنة 1962 ـ سنة 1963، وأعيد نشره في مجموع Variorum).
3 ـ «فكرة «الله» عند الـ Sarrasins» كما ترد في أناشيد الفعال chansons de Geste»، (St. Islamica، باريس سنة 1965.
4 ـ «المسعودي والإمامية»، باريس سنة 1970 (أعيد نشره في Variorum).
5 ـ «هل لك معرفة بنسبة المواليد في عهد النبي؟ نحو بحث عن منهج» (مجلة التاريخ الاقتصادي والاجتماعي للشرق»، ليدن، سنة 1971؛ وأعيد طبعه في مجموع Variorum).
6 ـ «بعض الأحكام عن متوسط العمر عند فئة من المسلمين» (ليدن سنة 1974، وأعيد نشره في مجموع Variorum).
7 ـ «الموسوعات في العالم العربي» (كراسات التاريخ العالمي، يونسكو، سنة 19860 وأعيد نشره في مجموع Variorum).
8 ـ «أصل وتطور كتابة التاريخ في أسبانيا الإسلامية» (أكسفورد سنة 1962، وأعيد نشره في نفس المجموع).
9 ـ «إسبانيا الإسلامية في مؤلفات المسعودي» (مدريد سنة 1964، وأعيد نشره في نفس المجموع).
10 ـ الـ Sarrasins في أفنيون Avignon» (ليون، سنة 1944، وأعيد نشره في نفس المجموع).
من هذا البيان بإنتاج شارل پلا، يتبين لنا أن أهم إنتاجه العلمي هو ما يدور حول الجاحظ، وأوسع وأفضل ما كتبه في هذا الباب هو رسالته للحصول على الدكتوراه، وعنوانها: «الوسط (العلمي) في البصرة وتنشئة الجاحظ»، والملاحظ أن هذا الكتاب مع ذلك أنه لم يخص الجاحظ نفسه إلا بعشرين صفحة فقط (49 ـ 70) بينما باقي الكتاب أي 270 صفحة يدور حول مدينة البصرة: تأسيسها، سكانها، الوسط الديني السُّنّي، الوسط الأدبي؛ الشعر، الخمر، اللغة، الوسط السياسي الديني، الوسط الاجتماعي. ولهذا ينبغي أن نقول إن هذا الكتاب موضوعه هو مدينة البصرة وحدها، ولا مكان للجاحظ فيه إلا قليلاً. لهذا لا نستطيع أن نقول إن موضوع هذا الكتاب هو الجاحظ. إنما هو فقط كتاب عن مدينة البصرة في القرنين الأول والثاني للهجرة، وكما يقرر المؤلف نفسه في خاتمة الكتاب حيث قال: «عن الجاحظ لم نَقُل شيئاً أبداً. حقاً لقد حطمنا أساطير عنيدة عَرَضَتْ في أثناء الكتاب، لكن ما هو متوقع، فإن صمت وعدم دقة المصادر المتعلقة بحياته قد أرغمانا على وضع فروض ـ قد تكون محتملة في مجموعها، لكنها غير قابلة للتحقيق ـ عن أصل أسرته، تاريخ ميلاده، وعمله في كل الفترة التي عاش فيها في بلده الذي ولد فيه (البصرة) كانت تمهيداً لحياته العلمية الباهرة؛ بل نحن لا نعرف ما هي الظروف وما هي التأثيرات المباشرة التي دفعته إلى أن يكرس حياته للدراسة، بينما لم يكن ثَمّ ما يبدو أنه يهيِّئه لممارسة مهنة الكتابة» (ص 261)، وهذا صحيح وليس فيه أي تواضع من جانب المؤلف؛ فمن ينشد معرفة التكوين العلمي للجاحظ لن يجد شيئاً ذا قيمة في هذا الكتاب، أما سائر الكتاب فقد تناول موضوعات خطيرة شتى، لكنه اكتفى منها بعرض سريع غير متعمق، ولهذا جاء الكتاب كلوحة عامة سهلة الفهم، لكنه يكشف مع ذلك عن استقصاء جيد لبعض المصادر، ولهذا فإن الباحث عن الجاحظ كما درسه پلا ينبغي أن ينشد ذلك في سائر المقالات التي كتبها عن الجاحظ والتي أوردنا ثبتاً بها. بيد أن هذه المقالات السبع لا تتناول إلا نقطاً جزئية جداً في إنتاج الجاحظ الهائل.

## آثاره
من آثاره:
- «الجاحظ في بغداد وسرّ من رأى» (RSO المجلد 27، روما سنة 1952).
- «الإمامة في مذهب الجاحظ» (Studia Islamica جـ 15، باريس 1961).
- «ردّ الجاحظ على النصارى» (St. Islamica جـ 31، باريس 1970).
- «الجاحظ ومذهب الخوارج» (Folia Orientalia جـ 15 فرسوپبا، سنة 1970).
- «الجاحظ: الأمم المتحضرة والعقائد الدينية» (المجلة الآسيوية JA، عدد 255، باريس سنة 1967).
- «الجاحظ والهند» (الكتاب التذكاري المقدم إلى باريخا في سن الثمانين، ليدن، سنة 1974).
- «عبادة معاوية في القرن الثالث الهجري» ـ وهي دراسة على أساس نصّ للجاحظ (Studia Islamica جـ 6، باريس، سنة 1956).